# Keskenylevelű aggófű
A keskenylevelű aggófű (Jacobaea erucifolia) a fészkesvirágzatúak (Asterales) rendjébe és az őszirózsafélék (Asteraceae) családjába tartozó faj.

## Rendszertani besorolása
A keskenylevelű aggófüvet, korábban az igazi aggófüvek (Senecio) nemzetségbe sorolták Senecio erucifolius néven.

## Előfordulása
A keskenylevelű aggófű előfordulási területe a Brit-szigetektől egészen Oroszország nyugati határáig tart. Franciaország és Németország kivételével Európa szerte őshonos növényfaj. Az ázsiai elterjedése csak Törökországra és a Kaukázus déli részére korlátozódik. Skandináviában az előfordulási területe az Arktiszt is érinti. Afrikába betelepítették ezt a növényfajt.

## Alfajai
Ehhez a növényfajhoz az alábbi alfajok tartoznak :
- Jacobaea erucifolia subsp. arenaria (Soó) B.Nord. & Greuter
- Jacobaea erucifolia subsp. erucifolia (L.) G.Gaertn. & al.
- Jacobaea erucifolia subsp. praealta (Betol.) Greuter & B.Nord.
- Jacobaea erucifolia subsp. tenuifolia B.Nord. & Greuter

## Képek

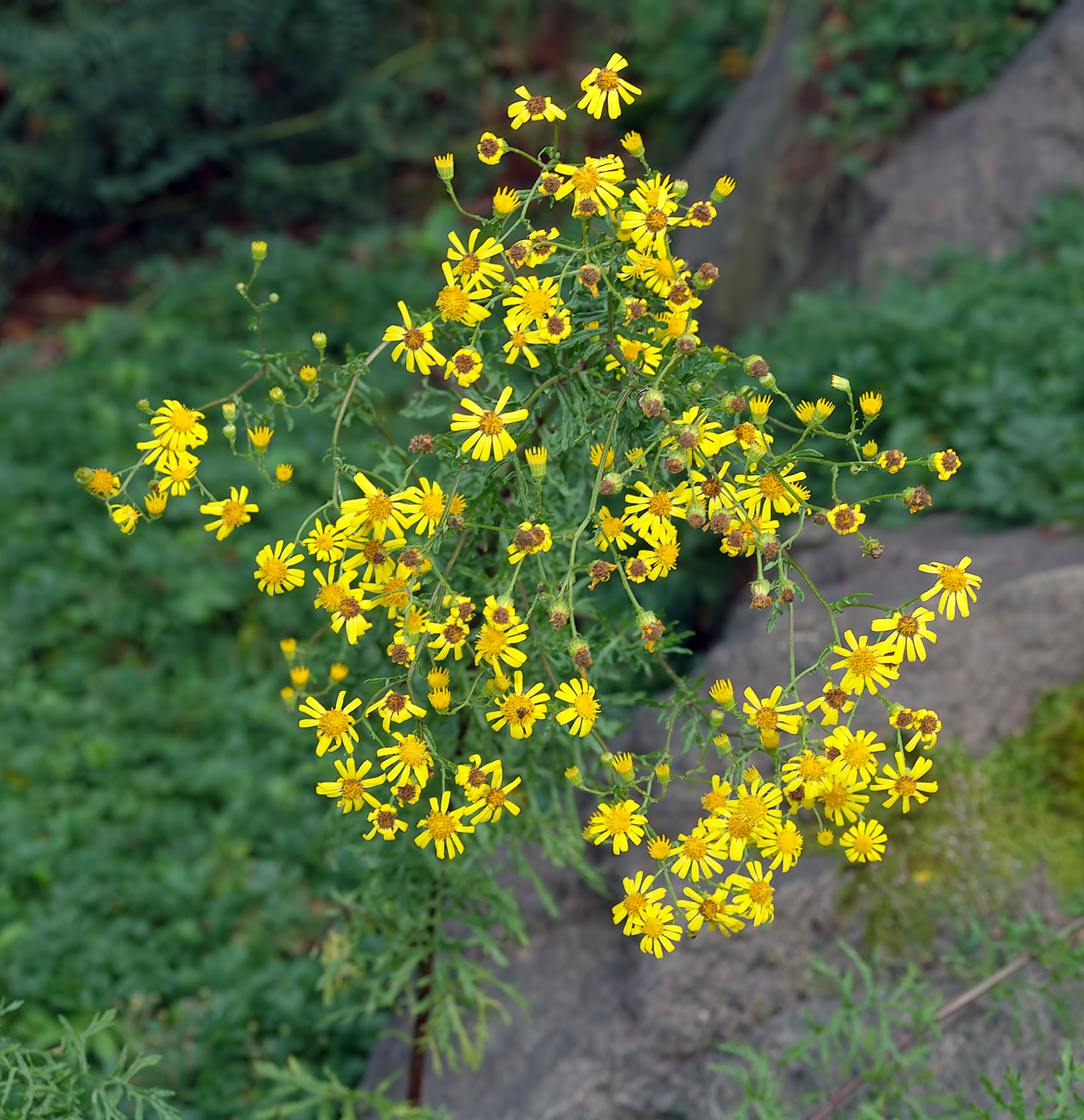
A növény
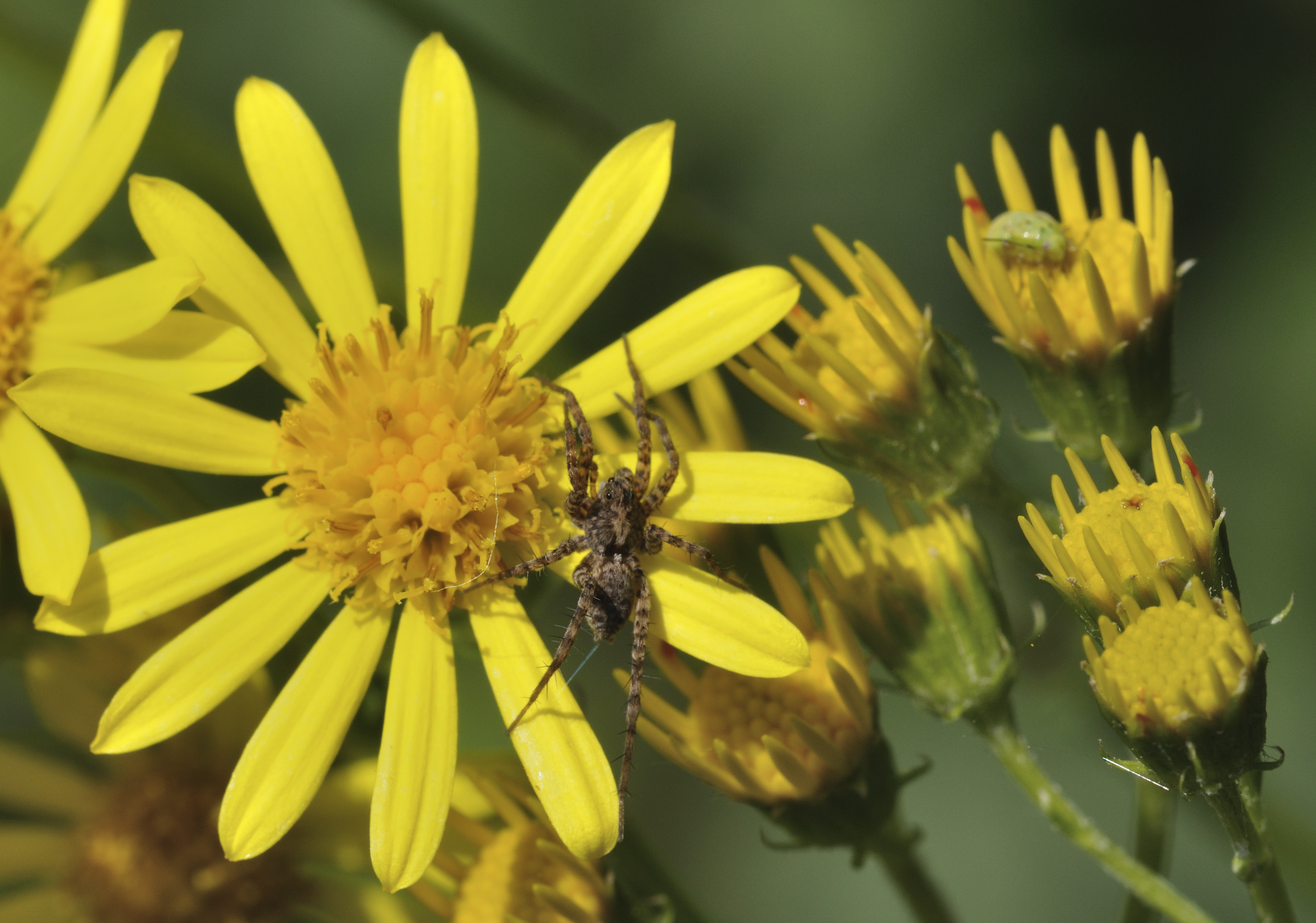
Virága felülről
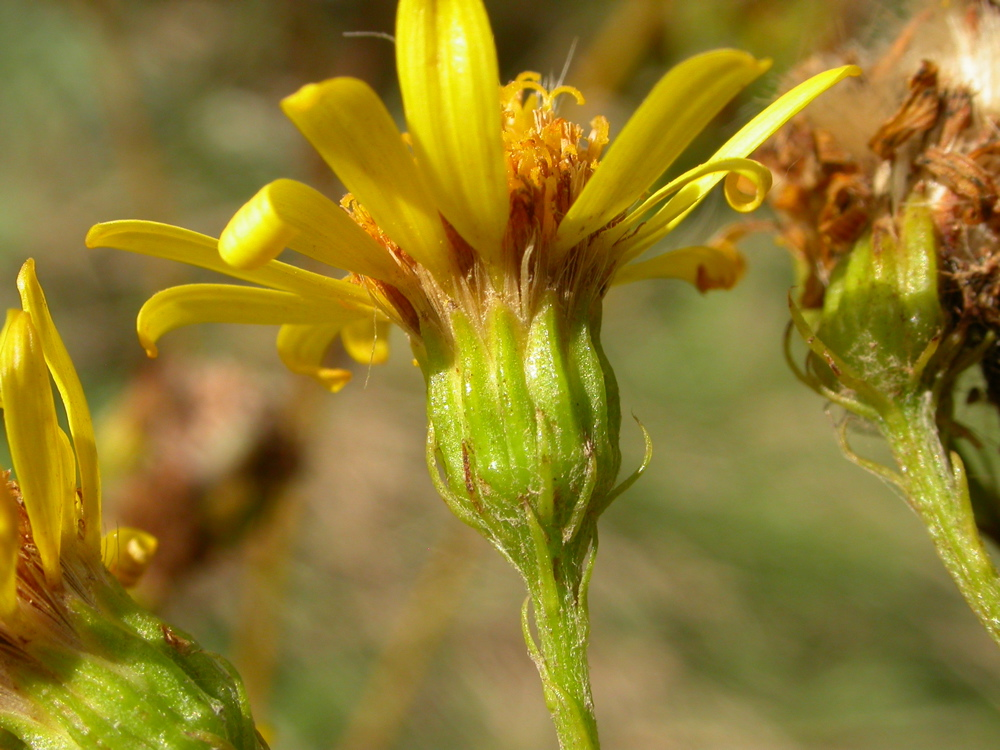
és oldalról
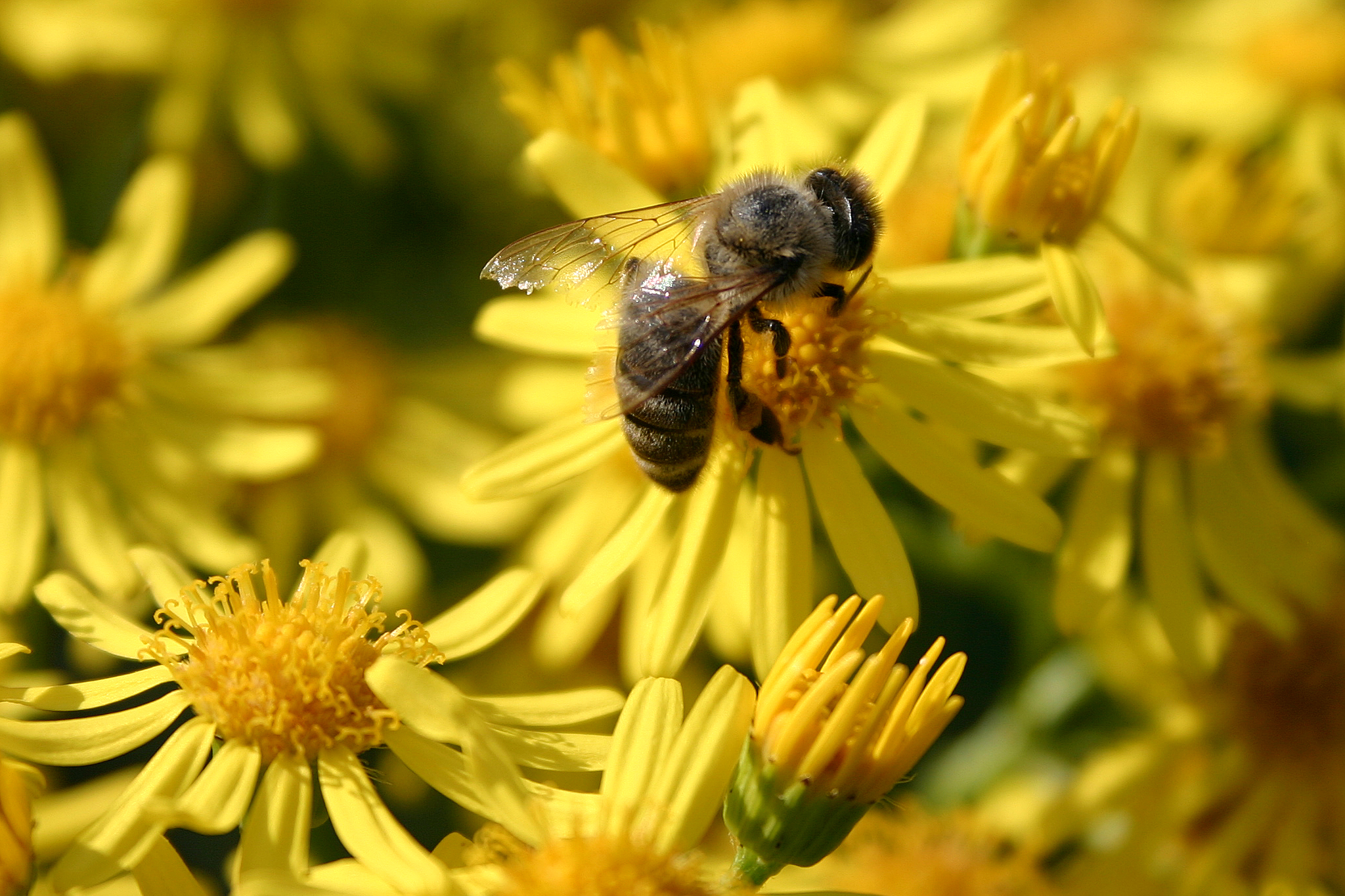
Megporzás közben
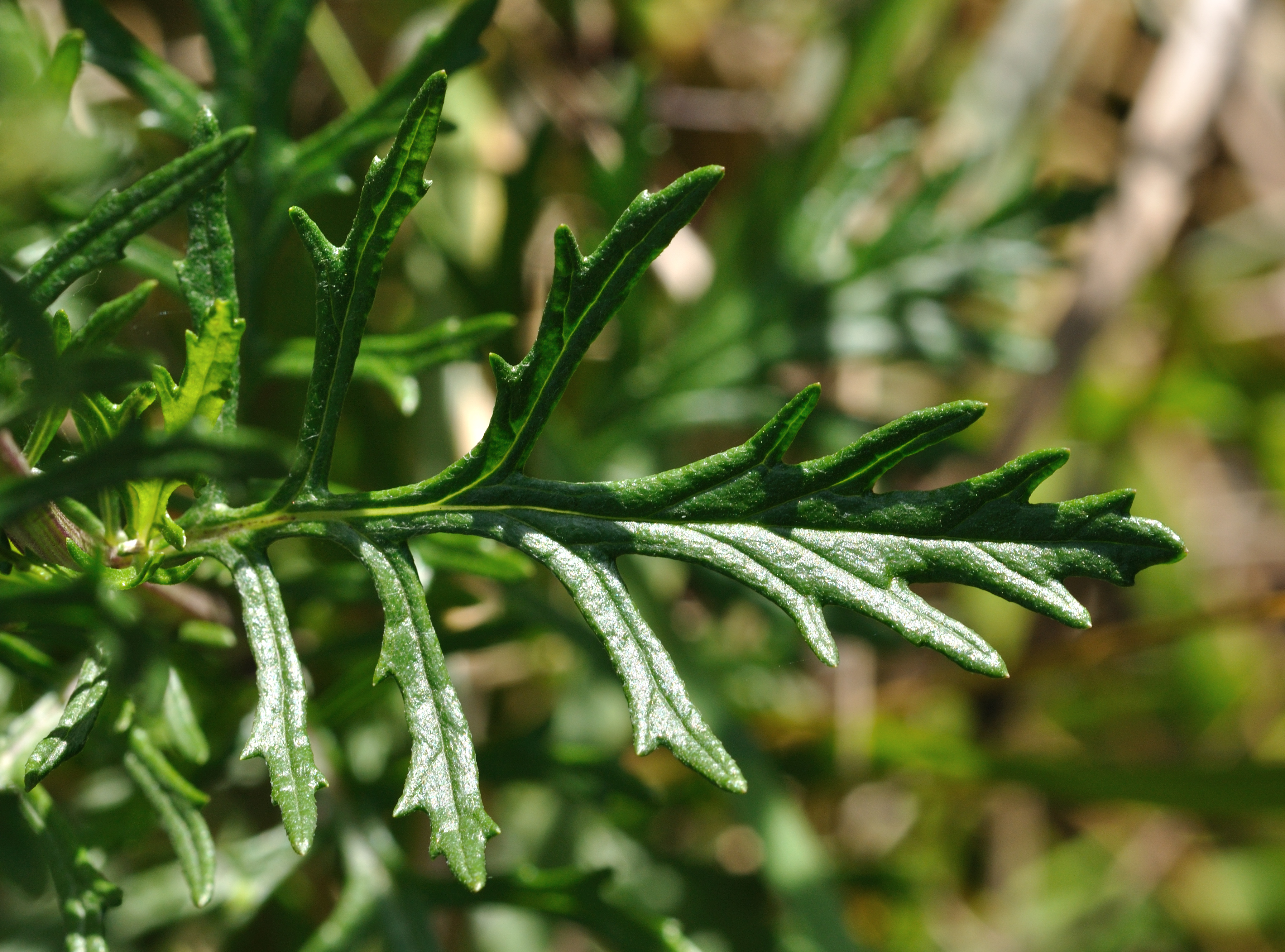
Levele felülről
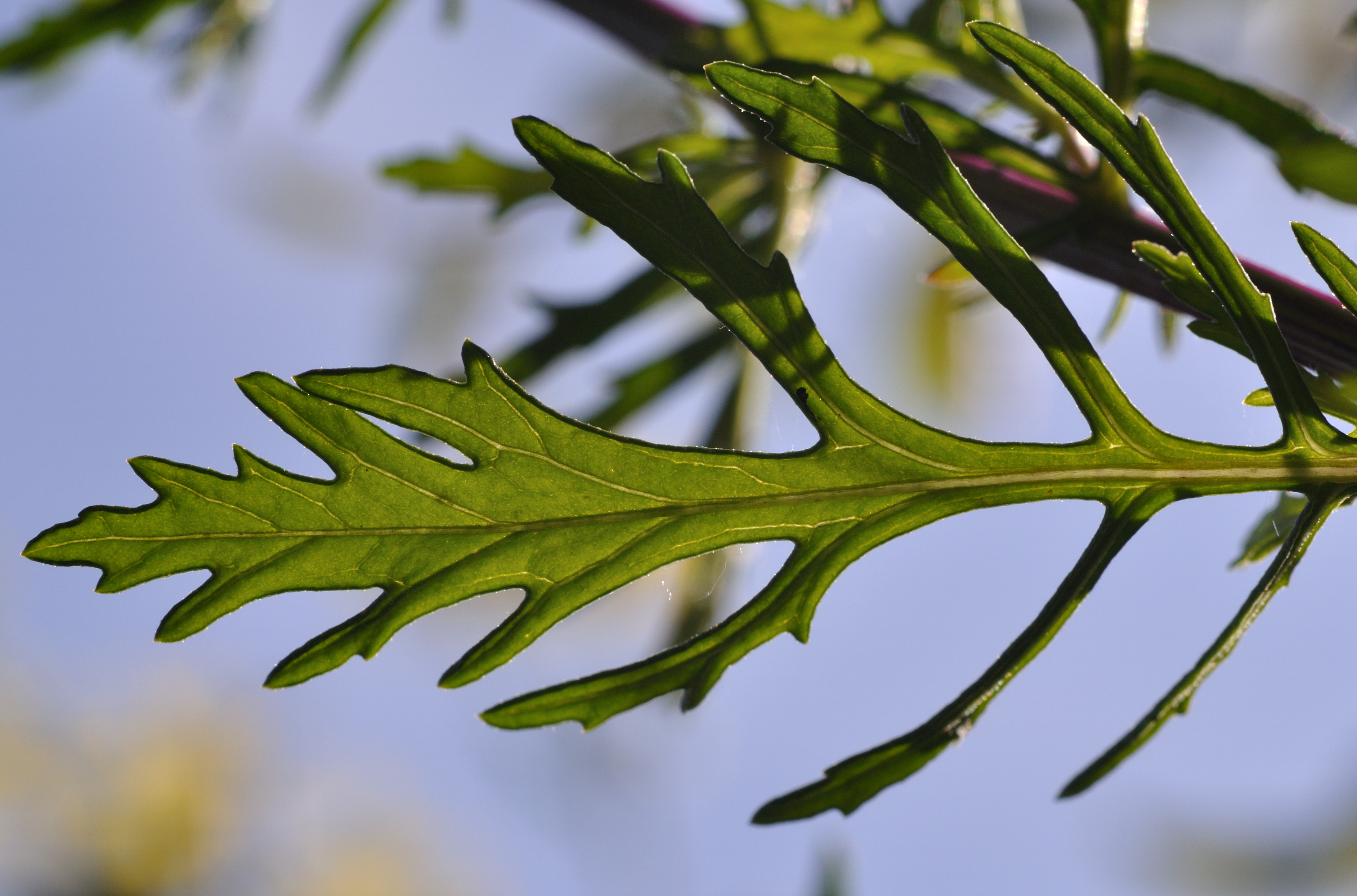
és alulról
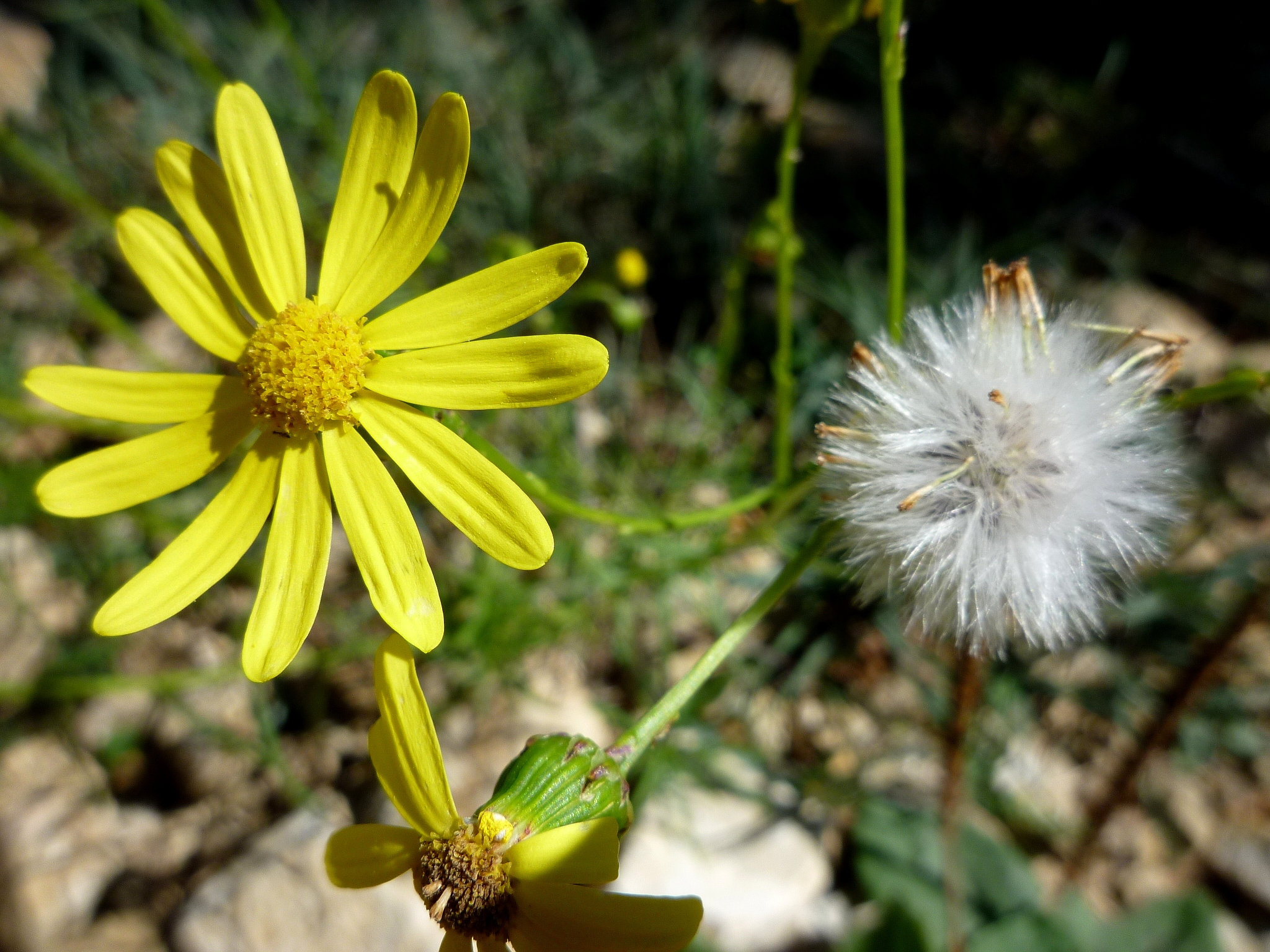
Virága és magvai
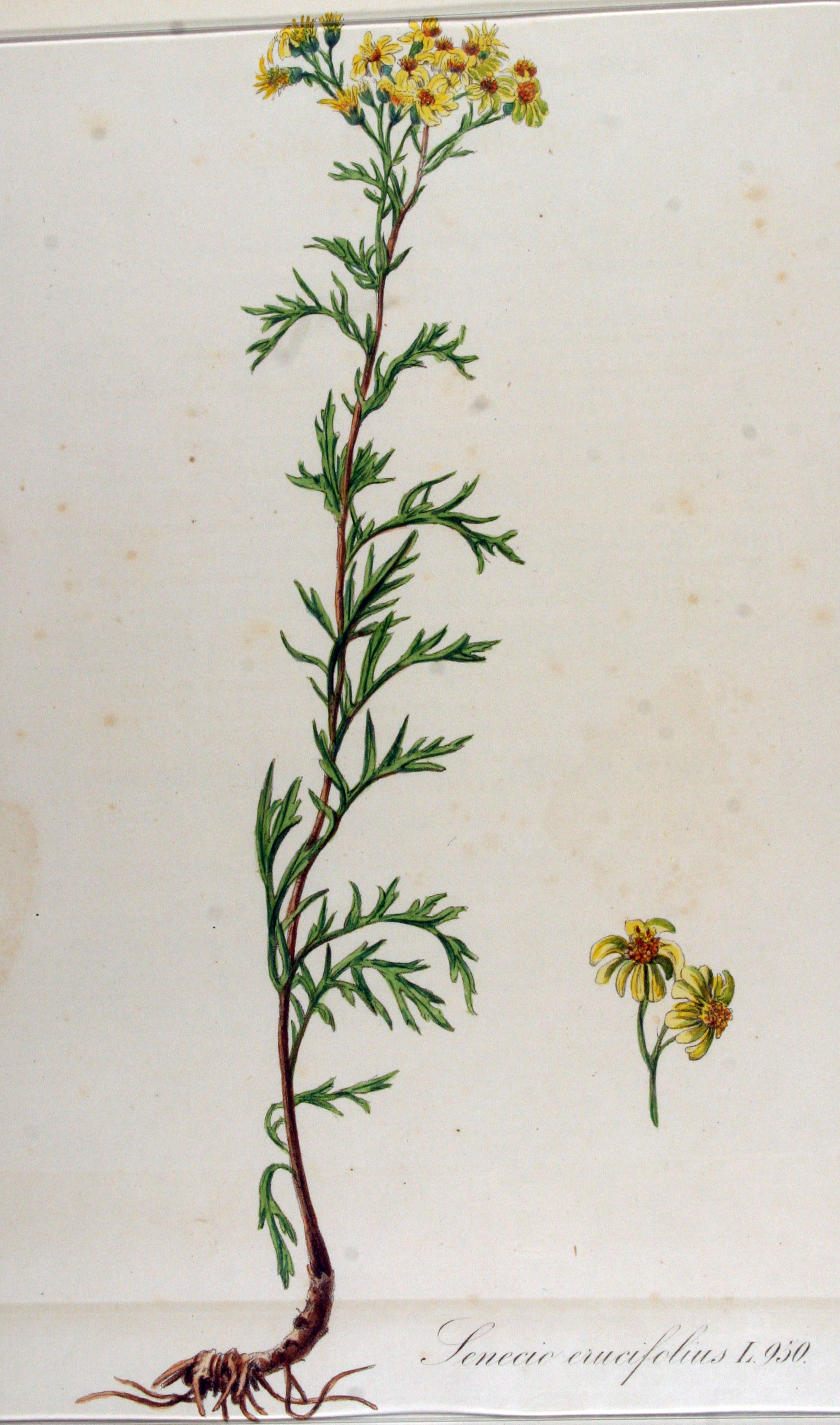
Rajz a növényről